# نیدرکرشن
نیدرکرشن (به لاتین: Bascharage) یک شهرک در لوکزامبورگ است که در کئرجنگ واقع شده‌است.